# Loup y es-tu ? (film)
Pour les articles homonymes, voir Loup y es-tu ?.
Pour plus de détails, voir Fiche technique et Distribution.
Loup y es-tu ? est un film français réalisé par Clara Bouffartigue et sorti en 2023.

## Synopsis
La vie quotidienne avec les patients, les soignants et les familles, dans les locaux du centre médico-psycho-pédagogique (CMPP) Claude-Bernard à Paris.

## Fiche technique
- Titre : Loup y es-tu ?
- Réalisation : Clara Bouffartigue
- Scénario : Clara Bouffartigue
- Photographie et son : Clara Bouffartigue
- Montage : Frank Nakache
- Société de production : Morgane Production
- Pays de production :  France
- Genre : documentaire
- Durée : 85 minutes
- Date de sortie : France - 13 septembre 2023